# Antoni II (patriarcha Gruzji)
Antoni, imię świeckie Teimuraz Bagrationi (ur. 8 stycznia 1762 w Tbilisi, zm. 9 grudnia?/21 grudnia 1827 w Niżnym Nowogrodzie) – Katolikos-Patriarcha Gruzji w latach 1788–1811. Ostatni zwierzchnik Gruzińskiego Kościoła Prawosławnego przed likwidacją jego autokefalii i powołaniem Egzarchatu Gruzińskiego Rosyjskiego Kościoła Prawosławnego.

## Życiorys
Był synem króla Kartlii i Kachetii Herakliusza II i jego trzeciej żony Daredżan Dadiani. Ukończył seminarium duchowne w Tbilisi i w wieku dwudziestu lat złożył wieczyste śluby mnisze z imieniem Antoni, po czym został wyświęcony na hierodiakona. W 1784, w czasie wizyty w Rosji został wyświęcony na biskupa ninocmindzkiego w dworskiej cerkwi w Carskim Siole, w obecności carycy Katarzyny. W tym samym roku został podniesiony do godności metropolity alawerdzkiego. W 1788, po śmierci Katolikosa-Patriarchy Antoniego I, został wybrany na jego następcę.
W 1801 Gruzja, pozostająca od 1783 pod rosyjskim protektoratem, stała się de facto zależna od Rosji. Patriarcha Antoni II nie sprzeciwiał się temu i deklarował pełną lojalność wobec nowych władz. W grudniu 1801 otrzymał rosyjski Order Aleksandra Newskiego. Już dwa lata później dowodzący wojskami rosyjskimi w Gruzji gen. Pawieł Cycjanow poinformował Katolikosa-Patriarchę, iż władze rosyjskie nie życzą sobie istnienia na terenie Gruzji dotychczasowej liczby eparchii, zasugerował patriarsze jej zmniejszenie. Antoniego II oskarżono również o naruszenie praw dotyczących własności ziemskiej oraz tolerowanie agitacji antyrosyjskiej prowadzonej przez pozostałych w kraju Bagratydów. W 1809 patriarcha został wezwany do Petersburga w celu „uzgodnienia” planowanych przez władze rosyjskie zmian w strukturze Kościoła prawosławnego w Gruzji. Powołując się na zły stan zdrowia, duchowny odkładał wyjazd przez rok, zanim w listopadzie 1810 ostatecznie opuścił Tbilisi. W rzeczywistości niezależnie od jego postawy władze carskie postanowiły już, iż kontrolę nad prawosławiem gruzińskim obejmie Świątobliwy Synod Rządzący Rosyjskiego Kościoła Prawosławnego. 30 stycznia 1811 car Aleksander I potwierdził decyzję Świętego Synodu o likwidacji autokefalii Kościoła Gruzińskiego i urzędu patriarchy Gruzji oraz o stworzeniu Egzarchatu Gruzińskiego, na czele którego miał stać metropolita mcchecki i kartliński, ósmy w hierarchii biskupów Rosyjskiego Kościoła Prawosławnego. 21 czerwca 1811 Synod ogłosił odebranie Antoniemu II godności Katolikosa-Patriarchy.
Antoni II został zmuszony do przejścia w stan spoczynku, pod fałszywymi zarzutami zdefraudowania majątku cerkiewnego. Jako nowe miejsce jego stałego pobytu wyznaczono Niżny Nowogród. Do końca życia odbierał od cara pensję w wysokości 54 tys. rubli rocznie, posiadał prawo posługiwania się tytułem metropolity, został również odznaczony Orderem św. Andrzeja Apostoła Pierwszego Powołania. Po swojej śmierci w 1827 został pochowany w soborze Zwiastowania w Niżnym Nowogrodzie.
7 listopada 2011 Święty Synod Gruzińskiego Kościoła Prawosławnego ogłosił Antoniego II świętym.